# Віллоу (Вісконсин)
Віллоу (англ. Willow) — місто (англ. town) в США, в окрузі Ричленд штату Вісконсин. Населення — 496 осіб (2020).

## Демографія
Згідно з переписом 2010 року, у місті мешкало 579 осіб у 195 домогосподарствах у складі 153 родин. Було 250 помешкань
Расовий склад населення:
| - 98,3 % — білих - 0,5 % — азіатів |

До двох чи більше рас належало 1,0 %. Частка іспаномовних становила 0,3 % від усіх жителів.
За віковим діапазоном населення розподілялося таким чином: 26,6 % — особи молодші 18 років, 60,3 % — особи у віці 18—64 років, 13,1 % — особи у віці 65 років та старші. Медіана віку мешканця становила 41,1 року. На 100 осіб жіночої статі у місті припадало 126,2 чоловіків;  на 100 жінок у віці від 18 років та старших — 123,7 чоловіків також старших 18 років.
Середній дохід на одне домашнє господарство  становив 61 493 долари США (медіана — 51 406), а середній дохід на одну сім'ю — 69 489 доларів (медіана — 59 107). Медіана доходів становила 43 304 долари для чоловіків та 37 500 доларів для жінок. За межею бідності перебувало 15,3 % осіб, у тому числі 10,7 % дітей у віці до 18 років та 8,3 % осіб у віці 65 років та старших.
Цивільне працевлаштоване населення становило 275 осіб. Основні галузі зайнятості: виробництво — 21,5 %, освіта, охорона здоров'я та соціальна допомога — 18,9 %, роздрібна торгівля — 14,9 %, сільське господарство, лісництво, риболовля — 12,7 %.